# 후지사키 카오리
후지사키 카오리(藤咲 かおり, 1973년 5월 5일 ~ ) 또는 후지사키 카오리는 일본의 여성 성우이다.

## 출연작품

### OVA
2001년
- Canvas ~세피아색의 모티브~(키미카게 유리나)

2005년
- 영원의 아세리아(타카미네 카오리)

### 게임
1997년
- Pia캐롯에 어서 오세요!!2 (시마 노리코)
- 투희전승ANGEL EYES PS판 (마리, 키리코, 대천사)

2000년
- Natural2 -DUO- (하시모토 쿠미코) : 사카모토 미즈키 (さかもとみずき) 명의
- Canvas ~세피아 색의 모티브~ (키미카게 유리나)
- 이타다키 쟝가리안 (사토 스즈네)
- Pia캐롯에 어서 오세요!!2.2 (시마 노리코)

2001년
- 월양염 (아리마 유즈) : 노다 아스미 (乃田あす実) 명의
- Beside ~행복은 내 곁에~ (호우즈키 시즈루) : 시이나 카나코 (椎名奏子) 명의

2002년
- Princess Holiday ~転がるりんご亭 천야일야~ (실피 클라우드) : 시이나 카나코 (椎名奏子) 명의

2003년
- 육체전이 (아키야마 미호) : 노다 아스미 (乃田あす実) 명의
- 쇼콜라 ~maid cafe "curio"~ PC판 (아키시마 카나코) : 노다 아스미 (乃田あす実) 명의
- 유부녀 코스프레 찻집 (마시타 카나에) : 노다 아스미 (乃田あす実) 명의
- 3LDK (히나) : 노다 아스미 (乃田あす実) 명의
- 타마큐 (타키자와 후타바) : 노다 아스미 (乃田あす実) 명의
- 치한자 토마스 (사이토 나오) : 노다 아스미 (乃田あす実) 명의
- Clover Heart's (노기사카 쿠온) : 노다 아스미 (乃田あす実) 명의
- 컬러풀BOX (모리즈키 미나모) : 노다 아스미 (乃田あす実) 명의
- 눈의 노래 (이마이 유키) : 노다 아스미 (乃田あす実) 명의

2004년
- SNOW ~full voice version~ (유키즈키 스미노) : 니라이 카나이 (韮井叶) 명의
- 친구이상 연인미만 (유키즈키 스미노) : 니라이 카나이 (韮井叶) 명의
- 마마러브 (후지에다 코유키) : 니라이 카나이 (韮井叶) 명의
- 콘네코 (사쿠라이 마나) : 니라이 카나이 (韮井叶) 명의

2005년
- 데이지 체인 ~TERMINATOR GIRL~ (리리스) : 니라이 카나이 (韮井叶) 명의
- 하공소녀 (마지마 루리) : 니라이 카나이 (韮井叶) 명의

2006년
- I/O (아야세 미카)
- 유부녀 코스프레 찻집2 (사이온지 크레아) : 노다 아스미 (乃田あす実) 명의
- 양호실 ~매지컬 퓨어 레슨♪~ (키리하라 사요리) : 니라이 카나이 (韮井叶) 명의
- 루나소라 (후지마 유우) : 니라이 카나이 (韮井叶) 명의
- SNOW PE (유키즈키 스미노) : 니라이 카나이 (韮井叶) 명의

2007년
- 언젠가, 닿을, 저 하늘에. (오우스키 미도노) : 니라이 카나이 (韮井叶) 명의
- 너트메그 (세리스 알포드) : 니라이 카나이 (韮井叶) 명의
- 성스러운 신명 -The Spirit of Eternity Sword 2- (타리아) : 니라이 카나이 (韮井叶) 명의